# Villa Riario Sforza
La Villa Riario Sforza è una villa storica di Napoli, situata nel quartiere di Posillipo.
Inizialmente venne costruita come pertinenza della Villa Rocca Matilde. Nel 1891 Georg Rendel acquista la grande proprietà posillipina, abbellendone i fabbricati e il parco. Dopo la sua morte si ha il frazionamento della proprietà; con il passaggio di Villa Rocca Matilde all'armatore irlandese William Pierce e l'acquisto della villa in questione da parte della famiglia Campione. Nel 1936 divenne proprietà della duchessa Riario Sforza; oggi è un condominio diviso tra la famiglia Matacena e i discendenti dei Riario Sforza.
Si presenta come un lindo edificio neoclassico, degradante verso il mare, con una loggia centrale e uno scarrozzatoio sottostante che in passato permetteva di raggiungere la Villa Rocca Matilde. Negli interni si segnala una cappella decorata in stile neo-bizantino.